# Jefferson Macías
Jefferson Macías (n. Santa Ana, Ecuador; 1992) es un árbitro de fútbol ecuatoriano. Es árbitro internacional FIFA VAR desde 2024.

## Biografía
Jefferson Macías debutó en el año 2016 y es internacional FIFA desde 2024 como juez central y árbitro VAR, sus inicios en el arbitraje van desde 2014 en categorías inferiores, torneos amateur y torneos de Segunda Categoría, ya en la temporada 2015 a la Primera Categoría B del Campeonato Ecuatoriano de Fútbol dirigió un partido siendo su debut.
Uno de los partidos más importantes donde estuvo presente fue la final de vuelta de la LigaPro Serie A 2022 entre Aucas vs. Barcelona, fue designado como el principal árbitro asistente de video (VAR).
Desde el año 2016 viene siendo juez central en la máxima categoría del fútbol ecuatoriano, tanto en el torneo nacional como en la Copa Ecuador.
En la temporada 2021 estuvo involucrado en varias polémicas, como la del partido entre Guayaquil City vs. Técnico Universitario, por lo que fue suspendido temporalmente.

## Trayectoria
En el plano nacional debutó como árbitro central en el año 2015 dentro de la Serie B el 13 de marzo de ese año en el partido entre Técnico Universitario vs. Espoli, partido disputado en la ciudad de Santo Domingo.
| 13 de marzo de 2015 | Técnico Universitario | 1:0 (1:0) | Espoli | Estadio Bellavista, Ambato                                 |                                                            |
| 20:00 (UTC-5)       | Braulio 14'           | Reporte   |        | Asistencia: 1604 espectadores Árbitro(s): Jefferson Macías | Asistencia: 1604 espectadores Árbitro(s): Jefferson Macías |

Su debut en la Serie A de Ecuador fue en 2016, en el partido entre Independiente del Valle vs. Liga Deportiva Universitaria del 17 de julio, el encuentro se jugó en Sangolquí, válido por la Fecha 21 de la Primera etapa.
| 17 de julio de 2016 | Independiente del Valle | 1:1 (1:0) | Liga de Quito | Estadio Rumiñahui, Sangolquí                               |                                                            |
| 19:00 (UTC-5)       | León 28'                | Reporte   | Alemán 83'    | Asistencia: 2852 espectadores Árbitro(s): Jefferson Macías | Asistencia: 2852 espectadores Árbitro(s): Jefferson Macías |

A nivel internacional en torneos Conmebol tendrá su debut en la temporada 2024.